# Nicolas Joseph Bucquet
Pour les articles homonymes, voir Bucquet.
Nicolas Joseph Bucquet est un homme politique français né le 18 juillet 1760 à Montreuil-sur-Mer et mort le 9 mai 1807 à Beauvais,.

## Biographie
Nicolas Joseph Bucquet est le fils de Charles Bucquet, contrôleur aux aides, et de Marie Rose Chivet.
Président de l'administration du département de l'Oise, puis directeur des contributions à Beauvais, il est député de l'Oise au Conseil des Cinq-Cents de 1799 à 1800, où il ne laissa pas de trace notable de ses interventions.
Il ne semble pas avoir, à l'issue de son mandat, eu d'autres responsabilités publiques.